# Peperomia propugnaculi
Peperomia propugnaculi är en pepparväxtart som beskrevs av William Trelease. Peperomia propugnaculi ingår i släktet peperomior, och familjen pepparväxter. Inga underarter finns listade i Catalogue of Life.